# Le castagne sono buone
Le castagne sono buone è un film italiano del 1970 diretto da Pietro Germi.

## Trama
Luigi Vivarelli è un regista televisivo, intraprendente e spregiudicato, nonché impenitente donnaiolo. Durante le riprese di una trasmissione sul disagio giovanile e sul rapporto tra generazioni diverse, conosce Carla Lotito, studentessa di architettura fuorisede e praticante di atletica leggera, e ne è subito attratto. Ma Carla non è come tutte le donne frequentate solitamente da Luigi: cattolica praticante, crede nei veri, semplici valori della vita ("le castagne sono buone", come le scrisse il padre su un biglietto in un momento di sconforto) e cerca di renderne partecipe il suo spasimante.
Carla ha una sorella, Teresa, che è il suo esatto contrario: assai disinibita, anticonformista, seducente. Ha lasciato compagno e figlio per poter vivere una vita libera da sola. La ragazza è attrice di teatro sperimentale. Luigi sente sempre più forte l'interesse per Carla.
Luigi è scettico ed è un profondamente sfiduciato: mondano e superficiale, non crede nella solidarietà umana. In una sorta di candid camera da lui girata in una strada di Milano, un attore finge un malore e stramazza al suolo senza che nessuno lo soccorra. Questo episodio sembra confermare le sue "teorie sulla sfiducia verso il prossimo", ma contemporaneamente provoca l'allontanamento di Carla.
Luigi così per qualche tempo si dedica al lavoro e si fa negare in ufficio e al telefono. Solo poco dopo, pentito, ritorna da Carla e la accompagna insieme alla nipotina al suo paese natale. Qui, ospite della madre della ragazza e dei suoi amici, assapora per la prima volta quella vita semplice e spensierata di cui Carla parla sempre e dove la famiglia e l'amicizia sono valori ancora conservati. Luigi e Carla si ritrovano nuovamente vicini, ma un nuovo rifiuto della ragazza a "concedersi" porrà fine alla parentesi felice.
Tornato a Roma, durante una sera pokeristica a casa di un amico, Luigi reincontra Teresa, in uno stato di profondo malessere e incoscienza dovuti a un tentativo di suicidio, sottoposta al cinismo e alla più feroce e totale indifferenza di coloro che la circondano. L'episodio lo turba profondamente, tanto da realizzare un programma dove fare vedere che al di fuori della città, in campagna, c'è ancora quella solidarietà che sembra non esistere più in città. Carla è tra coloro che vedono il servizio, che ha il sapore di un messaggio e un invito. Si riunisce con Luigi con l'intenzione di creare una famiglia al più presto.

## Produzione
Le scene del paese sono state girate a Cetara, in provincia di Salerno. Altre scene sono state girate a Castel San Pietro Romano, in provincia di Roma, e sulla spiaggia di Sperlonga.

## Critica
Per nulla impressionato dalle stroncature, Germi difese convintamente i principi fondanti del suo film, affermando: «È indiscutibile ormai il fatto che i critici non capiscono niente e su loro si può fare soltanto uno studio sociologico. Questa, se ce ne fosse stato bisogno, è una piccola prova della degenerazione culturale di cui essi sono l'espressione.»